# Medailové pořadí na Zimních olympijských hrách 1948
Toto je medailové pořadí zemí na Zimních olympijských hrách 1948, které se konaly v St. Moritz ve Švýcarsku od 30. ledna 1948 do 8. února 1948. Těchto her se zúčastnilo 669 sportovců z 28 zemí ve 22 disciplínách v 9 sportech.

## Počet medailí
Toto je kompletní tabulka počtu medailí udělených na Zimních olympijských hrách 1948 podle údajů Mezinárodního olympijského výboru.
| Pořadí | Země                         | Zlato | Stříbro | Bronz | Celkem |
| ------ | ---------------------------- | ----- | ------- | ----- | ------ |
| 1      | Norsko (NOR)                 | 4     | 3       | 3     | 10     |
| 1      | Švédsko (SWE)                | 4     | 3       | 3     | 10     |
| 3      | Švýcarsko (SUI)              | 3     | 4       | 3     | 10     |
| 4      | Spojené státy americké (USA) | 3     | 4       | 2     | 9      |
| 5      | Francie (FRA)                | 2     | 1       | 2     | 5      |
| 6      | Kanada (CAN)                 | 2     | 0       | 1     | 3      |
| 7      | Rakousko (AUT)               | 1     | 3       | 4     | 8      |
| 8      | Finsko (FIN)                 | 1     | 3       | 2     | 6      |
| 9      | Belgie (BEL)                 | 1     | 1       | 0     | 2      |
| 10     | Itálie (ITA)                 | 1     | 0       | 0     | 1      |
| 11     | Československo (TCH)         | 0     | 1       | 0     | 1      |
| 11     | Maďarsko (HUN)               | 0     | 1       | 0     | 1      |
| 13     | Velká Británie (GBR)         | 0     | 0       | 2     | 2      |
| Celkem | Celkem                       | 22    | 24      | 22    | 68     |